# Bjelolasica
Bjelolasica je planina u masivu Velike Kapele. Najviša je planina Gorskog kotara s vrhom Kula (1534 m).

## Zemljopis
Bjelolasica kao najviša planina Gorskog kotara, nalazi se unutar gorja Velika Kapela, s vrhom Kula (1534 m) i planinom Klek (1182 m), kao i strogim prirodnim rezervatima: Bijele stijene (1335 m) i Samarske stijene (1302 m).
Ime je dobila po uskome svijetlom hrptu koji se ističe iznad šumskog pojasa osobito kad je pod snijegom. Dugačka 7 km, vrlo strmih strana, obiluje prostranim i gustim šumama prošaranim vapnenačkim stijenama i prostranim livadama, a šumski putovi i ceste povezuju ih u jedinstveni kaleidoskop šuma i proplanaka pružajući nezaboravan doživljaj ljubiteljima prirode, pješačenja, biciklizma i drugih aktivnosti. Prvi zapisani planinarski uspon, uglavnom ogulinskih časnika, datira iz 1862. godine.
S Bjelolasice se pruža prekrasni pogled na: Velebit, Ličku Plješivicu, otoke Krk, Cres, Lošinj, Kvarnerski zaljev…

## Vanjske poveznice
|  | Zajednički poslužitelj ima još gradiva o temi Bjelolasica |